# Florencia Caerols Martínez
Florencia Caerols Martínez foi uma mártir católica, morta durante a Guerra Civil Espanhola. Solteira e muito ativa em sua paróquia, trabalhava como catequista na região. Depois de sua execução, os verdugos teriam dito que Florencia Martínez, antes de morrer, os perdoou e os encomendou ao Sagrado Coração. Foi beatificada pelo Papa João Paulo II em 11 de março de 2001.